# Taubenturm (Magny-en-Bessin)

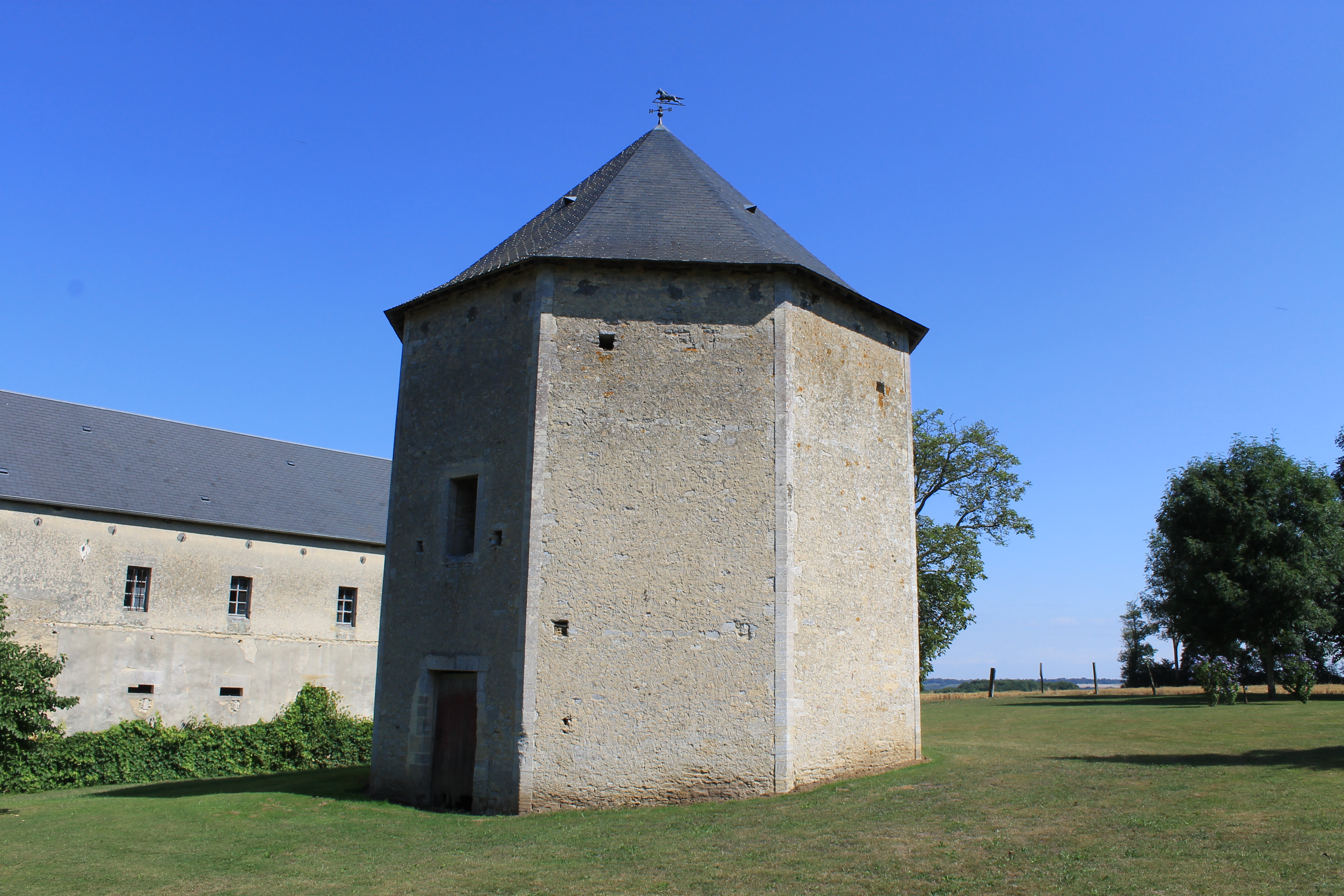
Taubenturm in Magny-en-Bessin

Der Taubenturm (französisch colombier oder pigeonnier) in Magny-en-Bessin, einer französischen Gemeinde im Département Calvados in der Region Normandie, wurde im 18. Jahrhundert errichtet. Der Taubenturm, der zum landwirtschaftlichen Anwesen eines ehemaligen Schlosses gehörte, steht auf der Liste des Inventaire général in Frankreich.
Der achteckige Turm aus Bruchsteinmauerwerk wird von einem Dachknauf mit Wetterfahne bekrönt.